# Hans Streuli

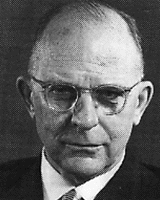
Hans Streuli

Hans Streuli (* 13. Juli 1892 in Zürich; † 23. Mai 1970 in Aarau, von Wädenswil) war ein Schweizer Politiker (FDP).
Er wurde am 22. Dezember 1953 in den Bundesrat gewählt. Am 31. Dezember 1959 übergab er sein Amt, nachdem er am 19. November seinen Rücktritt angekündigt hatte. Während seiner Amtszeit stand er dem Finanz- und Zolldepartement vor. Er war Bundespräsident im Jahre 1957 und Vizepräsident im Jahre 1956.

## Herkunft, Ausbildung und Beruf
Streuli wurde als einziges Kind von Jean und Susette Streuli-Schmidt in Zürich geboren. Nach einem Umzug in seinen Heimatort Wädenswil besuchte er dort die Schule. Nach dem Gymnasium, das er in Lausanne besucht hatte, kehrte er nach Zürich zurück und besuchte die Eidgenössische Technische Hochschule Zürich, wo er 1916 das Diplom als Architekt erhielt. Er eröffnete 1918 sein eigenes Architekturbüro, wiederum in Wädenswil. 1922 zog er nach Richterswil und heiratete Clara Pünter, mit der er zwei Töchter und einen Sohn hatte.

## Kommunale und kantonale Politik
1928 wurde Streuli zum Gemeindepräsidenten von Richterswil gewählt. Bereits 1935 wählte ihn das Zürchervolk für die FDP in den Regierungsrat des Kantons Zürich. Entgegen seiner Erwartung wurde ihm nicht das Baudepartement, sondern die Finanzdirektion zugeteilt. Die nötige Sachkompetenz eignete er sich jedoch bald an. Er setzte sich in diesem Amt massgeblich für die Sanierung der Kantonsfinanzen ein, und eine umfassende Steuerreform wurde 1952 vom Volk genehmigt. Sein Vorschlag für eine kantonale Alters- und Hinterlassenenversicherung, die er nach dem Scheitern auf Bundesebene 1931 wenigstens auf kantonaler Ebene einführen wollte, scheiterte 1941 jedoch.
Streuli war Präsident des Organisationskomitees für die Schweizerische Landesausstellung 1939 («Landi») in Zürich, wofür er 1940 von der Universität Zürich den Ehrendoktortitel (Dr. oec. publ.) erhielt.

## Bundesrat
Streulis sozialdemokratischer Vorgänger Max Weber war am 8. Dezember 1953, zwei Tage nach einer verlorenen Volksabstimmung über eine Finanzreform, zurückgetreten. Seine Partei verzichtete auf den freiwerdenden Sitz und wollte zurück in die Opposition. Der Anspruch des bevölkerungsstärksten Kantons Zürich auf den Bundesratssitz war unbestritten, so dass nur sehr wenige Kandidaten überhaupt in Frage kamen. Die FDP portierte Streuli, die Katholisch-Konservativen (heute CVP) portierten Emil Duft genau einen Tag vor dem Wahltag. Die Nominationen waren durchaus politisch motiviert: Streuli war ein Befürworter einer direkten Bundessteuer, Duft war vehement dagegen. Noch am Tag der Nomination Dufts erschienen in der Basler National-Zeitung zwei Artikel des Zürcher Journalisten Dr. Fritz Heberlein. Im ersten Artikel wies auf darauf hin, dass Duft Repräsentant des politischen Katholizismus sei; im zweiten machte er auf eine Bestechungsaffäre in der US-Armee in Deutschland aufmerksam, bei welcher die fragwürdigen Zahlungen über die Bank geleitet wurden, deren Generaldirektor Duft war. Streulis Gegner befürchteten, er würde die gleichen Ziele wie sein Vorgänger verfolgen und die Volksabstimmung vom 6. Dezember 1953 ignorieren. Schliesslich wurde Streuli am 22. Dezember 1953 mit 113 von 216 gültigen Stimmen im zweiten Wahlgang gewählt.
Wie erwartet, übernahm Streuli das Finanz- und Zolldepartement. Sein Hauptaugenmerk galt der Neuordnung des eidgenössischen Finanzsystems, was jedoch verbreitet auf Widerstand stiess, nicht zuletzt aus seiner eigenen Partei. Die Einführung einer einheitlichen Bundessteuer wurde insbesondere deshalb kritisiert, weil sie die hohen Einkommen und die Wirtschaft über Gebühr belasten würde. Er versuchte, die Bundesausgaben so gering wie möglich zu halten, trotz guter Konjunktur und entsprechend steigenden Steuereinnahmen. Nach einigen Rückschlägen gelang es ihm 1958, wenigstens das Steuersystem festzuschreiben, das seit dem Krieg üblich war. Zusätzlich erreichte er die Festschreibung des Finanzausgleichs zwischen den Kantonen in der Verfassung.
Streuli trat auf den 31. Dezember 1959 mit 67 Jahren aus dem Bundesrat zurück. Am 17. Dezember 1959 wurden vier neue Mitglieder in den Bundesrat gewählt. Die Zusammenstellung des Bundesrates folgte danach bis ins Jahr 2003 der sogenannten Zauberformel. Streulis direkter Nachfolger im Finanzdepartement wurde Jean Bourgknecht.
Hans Streuli gehörte zu den wenigen Politikern, die in den Bundesrat gewählt wurden, ohne je Mitglied einer Legislative gewesen zu sein.

## Trivia
Während der Beschaffung neuer Kampfflugzeuge kam es im Jahr 1957 zum Angebot, in einem Hunter Doppelsitzer mit dem Testpiloten von Hawker mit zu fliegen. Bei dem Flug wurde im Bahnneigungsflug auch die Schallgrenze überschritten und damit dürfte Streuli mit einiger Wahrscheinlichkeit im Februar 1957 als amtierender Bundespräsident der erste Staatspräsident der Welt gewesen sein, der die Schallmauer durchbrochen hatte.